# Эа-мукин-шуми
Эа-мукин-зери (Ea-mukīn-zēri) — царь Вавилонии, правивший 5 месяцев, приблизительно в 1008 году до н. э. Узурпатор.
Происходил из Хашмара (кассит. «Сокол»).

«Эа-мукин-зери, узурпатор, сын Хашмара, правил три месяца. Похоронен в болоте Бит-Хашмар.